# Jordan (Unternehmen)
Die W. & L. Jordan GmbH ist ein deutsches Unternehmen aus Kassel, welches bundesweit führender Bodenbelag-Großhändler ist. Sämtliche Produkte des 1919 gegründeten Kasseler Traditionsunternehmen werden unter der Marke Joka, bzw. in Österreich unter der Marke Inku vertrieben. Die Produktpalette der europaweit tätigen Firmengruppe umfasst unter anderem Dielen, Parkett, Laminat, Teppichböden, elastische Beläge (PVC, Linoleum, CV usw.), Tapeten und Holzprodukte.

## Geschichte
Im Jahre 1919 wurde die W. & L. Jordan GmbH als lokaler Holzhandelsbetrieb von Ludwig Jordan gegründet. Mittlerweile wird das Familienunternehmen in der dritten Generation unter Jörg Ludwig Jordan geführt und beliefert 20.000 Kunden. Jordan hatte 2014 insgesamt 58 Standorte, darunter 50 in Deutschland, sieben in Österreich und einen in Frankreich. Seit Mai 2022 ist die 4. Generation mit Felicitas Jordan und Johann Ludwig Jordan in der Geschäftsführung aktiv. Johann Ludwig Jordan hatte von 2020 bis 2022 die visuals united AG geleitet. Felicitas Jordan zwar zuvor vier Jahre bei OBI tätig gewesen.
Nach einem Bericht der Frankfurter Allgemeinen Zeitung (F.A.Z.) vom 15. Dezember 2015 wächst das Unternehmen seit Jahren gegen den Trend in der Branche. Umfasste der Gesamtmarkt 1995 noch >400 Millionen m² Bodenbeläge, reduzierte sich dieser bis 2015 auf 320 Millionen m². Jordan steigerte den Umsatz kontinuierlich von 28 Millionen Euro im Jahr 1990 auf etwa 441 Millionen Euro im Jahr 2022.  Zum 1. Januar 2020 wurde die visuals united AG aus Kaarst, Hersteller von individuell bedruckten Vinylböden unter der Marke FOTOBODEN, zu 100 % von der W. & L. Jordan GmbH übernommen. Im „Unternehmergespräch“ der F.A.Z. vom 11. Januar 2016 führte der Geschäftsführer des Unternehmens, Jörg L. Jordan, den Erfolg auf eine Strategieentscheidung der Familie in den 1980er Jahren zurück: „Es bleiben die Handwerker, und die brauchen einen Partner und keinen Großhandel, der ihnen das Geschäft mit der Objektausstattung oder den Privatkunden wegnimmt.“ Seit ein paar Jahren wirbt Jordan in Kooperation mit dem Deutschen Skiverband (DSV), Abteilung Biathlon.
Der Hauptsitz des Unternehmens befindet sich in Kassel-Niederzwehren. Auch das Bahnhofsgelände samt Bahnhofsgebäude des ehemaligen Bahnhofs Kassel-Niederzwehren gehören mittlerweile zum Firmengelände.
Die W. & L. Jordan Stiftung wurde am 1. April 1994 zur Förderung der Ausbildung im Handwerk gegründet und unterstützt auch bedürftige Personen im Handwerk und deren Familien.